# Anaclastis apicistrigellus
Anaclastis apicistrigellus là một loài bướm đêm trong họ Crambidae.